# Peter Tosh
Winston Hubert McIntosh (29 de octubre de 1944, Westmoreland - 11 de septiembre de 1987, Kingston), más conocido como Peter Tosh, fue un músico de reggae jamaicano, defensor de los derechos humanos y activista pro-legalización del cannabis.
Formó parte del grupo The Wailers en sus principios, para posteriormente tener una exitosa carrera como solista, además de ser uno de los más famosos representantes del movimiento Rastafari.
Impulsó y difundió, al igual que Bob Marley, el reggae por todo el mundo y es considerado uno de los mejores artistas de reggae de todos los tiempos.
Su firmeza en la lucha contra el sistema, su rechazo a la utilización bélica de las armas nucleares, la defensa de los derechos humanos y el rechazo público al apartheid (fue el primer gran compositor que se mostró en contra abiertamente), además de la legalización de la marihuana son unos de los temas fundamentales de la vida y la carrera musical de Peter Tosh.
Crítico con la política de su país y global, llegó a decir: "La verdad ha sido calificada como ilegal. Es peligroso tener la verdad en tu poder. Puedes ser culpable de un delito y condenado a muerte".
"Equal Rights", su éxito de 1977, incluye la conocida frase, repetida años después en muchas protestas "Yo no quiero paz, quiero igualdad y justicia".
Una de sus decisiones más conocidas fue cuando hizo perder a sus productores 78.000 dólares por no tocar en Israel, ya que los israelitas le vendían armas al apartheid de África en ese tiempo.

## Juventud y primeros contactos con la música
Nació en un pequeño pueblo rural de Jamaica, llamado Westmoreland, de unos padres demasiado jóvenes como para hacerse cargo de él. Su madre, Alvera Coke dejó que fuese criado desde los tres años por su tía.
Como aseguró refiriéndose a su infancia en una entrevista con Roger Steffens acerca de la influencia que su tía había tenido para él: "…no tuvo nada de influencia en mi. Yo tenía tres años físicamente, pero cincuenta años de mentalidad. Crecí con una mente madura, capaz de distinguir lo que es correcto y justo, no como mis padres…".
Peter Tosh, que no conoció a su padre, James McIntosh sino hasta los 10 años, se dio cuenta de que aquel predicador de la iglesia local, que supuestamente era su padre, tenía numerosos hijos con otras mujeres y además se negaba a admitirle como propio.
En una entrevista dijo "…mi padre, es un mal hombre, un bribón. Lo que él hace para la vida es darse la vuelta y dejar un millón de niños detrás de él. Yo tengo tantos hermanos que no me conocen… ".
En su infancia tuvo una educación cristiana, asistiendo a la iglesia local a diario. Su experiencia allí, cantando en el coro y aprendiendo a tocar el órgano fueron los primeros contactos de Peter con la música.
Al preguntársele si se acordaba de la primera vez que tocó la guitarra, éste respondió en una ocasión: "El lunes aquel por la mañana que cogí la guitarra, me quedé tan hipnotizado que no me di cuenta sino hasta la tarde del tiempo que había pasado, y para entonces ya había creado una melodía".
Esta infancia tan dura fue lo que a la larga desarrolló en Tosh un fuerte carácter, gran ironía y una gran autosuficiencia y espíritu luchador.
En 1956, Peter y su tía se mudaron a Denham Town, en Kingston, capital de Jamaica. Un año después, cuando él tenía quince años de edad, su tía murió y fue a vivir con un tío en la calle West, en Trenchtown.

## The Wailers (1963-1974)
Trenchtown en ese momento era un gueto donde iban a parar los pobres y la gente de las zonas rurales que iba a Kingston con la esperanza de tener una vida mejor. Es allí y a principios de los 60 cuando Tosh conoce a Bob Marley y a Bunny Wailer por su profesor de canto, Joe Higgs, que enseñó al trío a armonizar.
Joe Higgs, recordaba los primeros días de la banda: "Peter se acercó cuando estábamos viviendo en Trenchtown. Me lo presentó Bob Marley, porque querían formar un nuevo grupo. Practicaban y se convirtió en perfecto".
Comenzaron a cantar juntos en 1962, y formaron The Wailing Wailers alrededor de 1963. Peter afirmaba que al principio, él era el único que tocaba un instrumento, y que de él fue de quien Bob Marley aprendió a tocar la guitarra.
En 1963, ya con Junior Braithwaite y las voces de Beverley Kelso y Cherry Smith, grabaron su primer sencillo, "Simmer Down", tras pasar una audición para Clement Coxsone "Dodd" en el famoso Studio One, que fue un éxito inmediato que les permitió impulsarse en la carrera musical. Al mismo tiempo, estaban siendo explotados y estafados por su productor, lo cual se repetiría en el futuro de la banda. "The Wailing Wailers" tuvieron muchos éxitos más en Jamaica antes de que Braithwaite, Kelso y Smith dejaran la banda a finales de 1964.
Desde 1964 a 1967 Tosh grabó numerosos singles en "Studio One", los cuales aparecieron editados bajo diferentes nombres como Peter Mckingtosh, Peter MacIntosh, Peter Tosh, y a menudo como Peter Touch. En aquellas primeras grabaciones aparecían como acompañantes vocales Bob Marley y Bunny Wailer, destacando versiones que posteriormente se transformarían en éxitos en Jamaica como "400 Years" y "I'm The Toughtest". Además es en estos años cuando se produce la primera encarcelación de Tosh por posesión ilegal de marihuana, ritual que había adoptado tras hacerse Rastafari; y una detención a finales de los 60 por participar en una manifestación contra la discriminación racial en Rhodesia (actual Zimbabue).
Marley pasó gran parte de 1966 en Delaware, en los EE. UU., con su madre. Luego regresó a Jamaica a principios de 1967 con un renovado interés en la música y una nueva espiritualidad. Peter y Bunny ya eran rastafaris cuando Marley regresó, y los tres se involucraron fuertemente en el movimiento Rastafari. Poco después, se cambió el nombre del grupo a "The Wailers". Bunny más tarde explicaría que eligieron el nombre de "The Wailers", porque "wail" significa llorar, o como él decía, "expresar los sentimientos vocalmente".
La banda llevó el ska hacia el rocksteady e incluyó en las letras mensajes sociales y políticos. The Wailers escribieron varias canciones para el cantante estadounidense Johnny Nash antes de dejar "Studio One" definitivamente en 1970 y unirse con la producción de Lee Perry para grabar algunos de los primeros éxitos del reggae como "Soul Rebel", "Duppy Conqueror" o "Small Axe". Con la incorporación del bajista Aston Barrett y su hermano, el baterista Carlton en ese mismo año, "The Wailers" se convirtió en la sensación musical en Jamaica. Fue entonces cuando la banda firmó un contrato de grabación con Chris Blackwell y Island Records, lanzando el álbum Catch a Fire en 1973, seguido de Burnin', lanzado casi a fines del mismo año.
"Catch A Fire", sirvió como introducción para muchas personas en la música reggae. Este álbum contiene muchos clásicos del reggae, incluyendo "400 Years" y "Stop That Train", ambas escritas e interpretadas por Peter Tosh como la voz principal. Estas canciones introdujeron a la gente el enfoque directo, franco y militante de Peter Tosh, cualidades que permanecerían con él hasta su muerte.
El segundo álbum, "Burnin'", fue una evolución del primero, que sirvió también como una plataforma de lanzamiento para el grupo y que conservaba el sentido de la banda de la conciencia sobre la injusticia social. "Get Up, Stand Up", escrita por Marley y Tosh, y cantada en el álbum por Marley, es uno de los himnos por la libertad y la defensa de los derechos más conocida en todo el mundo.
En 1973, Tosh se dirigía a su casa con su novia Evonne cuando su coche fue alcanzado por otro vehículo que marchaba por el lado equivocado de la carretera. El accidente mató a Evonne y produjo una grave fractura de cráneo a Tosh. Sobrevivió, pero se hizo más difícil de tratar.
Cuando Chris Blackwell se negó a emitir su disco solista en 1974, Tosh deja el grupo (que ya empezaba a ser conocido por el nombre de Bob Marley & The Wailers), cosa que antes había hecho Bunny en plena gira, tras denunciar la poca valoración de sus cualidades como músico (lo que le impedía progresar en una banda donde Bob Marley alcanzaba cada vez más protagonismo) y el trato injusto que recibían tanto él como Bunny de parte de Blackwell, a quien Tosh a menudo se refiere en forma despectiva (por su apellido Blackwell) como "Whiteworst".
Al parecer, tras la ruptura del núcleo duro de "The Wailers", tanto Peter como Bunny recriminaron a Bob que siguiera utilizando el nombre del grupo tras su marcha. Así, una vez aseguró: "Cuando salimos de 'The Wailers', Bob Marley cogió a algunas personas y los llamó 'The Wailers'. Y eso es lo que no me gustó nada".
Cuando se le preguntó en una ocasión por su futura carrera como solista dijo: "Bob hace su trabajo y yo tengo mi trabajo por hacer. Hicimos un compromiso como grupo para continuar el trabajo de Rastafari, lo que suceda sucederá. Bob utiliza su estilo para dar su mensaje, yo tengo que seguir mi estilo".
Tosh, como el guitarrista original de The Wailers, es considerado uno de los creadores del estilo de guitarra entrecortado del reggae. [cita requerida]

## Solista
Tosh empezó a grabar bajo su propia cuenta, y lanzó su debut como solista, Legalize It, en 1976 y con CBS Records. La canción pronto se convirtió en un himno para los partidarios de la legalización de la marihuana, los amantes del reggae y los rastafaris en todo el mundo, y fue una de las favoritas en los conciertos de Tosh. [cita requerida]

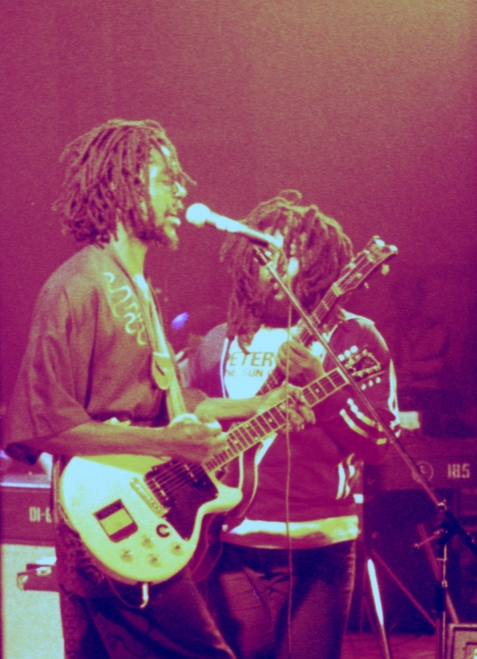
Peter Tosh junto a Robbie Shakespeare, 1978.

Mientras Marley predicaba su mensaje de "One Love", Tosh arremetía en contra de la hipocresía del "shitstem" (así llamaba él al sistema). Siempre con un enfoque militante, lanzó Equal Rights en 1977, unos de los mejores discos de reggae de la historia.
Tosh formó la banda Word, Sound and Power que iban a acompañarlo en las giras de los siguientes años.
En 1978 Tosh firmó con Rolling Stones Records, con el lanzamiento del álbum Bush Doctor, que introdujo a Tosh en un público más amplio. El sencillo del álbum (un cover de The Temptations), "Don't Look Back", realizado a dúo con el cantante de los Rolling Stones, Mick Jagger, y con coros de Neville Bardoli, convirtió a Tosh en uno de los más populares artistas de reggae. Tosh huía así de la censura que tenía en Jamaica, llegando a asegurar en ocasiones que se sentía con más libertad en los EE. UU., a pesar de referirse a ellos como "A-sad-ca" (un juego de palabras con A-merry-ca, entendiéndose "merry" como feliz, y "sad" como triste), lo cual indica que a pesar de tener más libertad, los EE. UU. en aquella época representaban valores contra los que él luchaba en sus canciones.[cita requerida]
En el concierto gratuito One Love Peace Concert, en 1978, Tosh encendió un porro y dio un discurso sobre la legalización del cannabis acusando a Michael Manley y Edward Seaga, que estaban entre los asistentes, por su fracaso en aprobar dicha legislación. Además les acusó de vender los recursos de Jamaica y no hacer nada por el beneficio de la gente. Fue en ese mismo concierto cuando Tosh pronunció una de sus frases más famosas: "...yo no creo en política, pero sufro las consecuencias".
Varios meses después fue detenido por la policía cuando salía de la disco "Skateland" en Kingston y fue duramente golpeado por, al menos 10 agentes mientras estaba bajo custodia policial. Esta brutal paliza que sufrió le dejó un brazo roto, y una brecha en la cabeza por la que le tuvieron que dar más de 20 puntos. Según declaraciones en una entrevista posterior, Tosh no se defendió durante la paliza y aseguró que los agentes dejaron de golpearlo cuando pensaban que ya había muerto. Lejos de avergonzarse, mostró orgulloso sus cicatrices, y este hecho no hizo sino reforzar su lucha en contra de las injusticias.[cita requerida]
Con Mystic Man (1979), y posteriormente Wanted: Dread and Alive (1981), lanzados con la discográfica de los Rolling Stones, Tosh trató de ganar algo de éxito comercial, manteniendo sus puntos de vista militantes, pero no llegó a ser un gran éxito, si los comparamos con los de Marley.
Experiencias violentas y con la policía hicieron que compusiese la canción "Oh Bumbo Klaat", del disco "Wanted: Dread And Alive". Esta frase es una de las expresiones más groseras en Jamaica, tanto que si se usaba en público era un delito penado con la cárcel. Esto, sin embargo, no detuvo a Peter, pues él vio en esa frase una de las claves de Jamaica para luchar contra lo que él llamaba "malos espíritus". A partir de ese día, nunca se comprometió a dejar de decir "Bumbo Klaat".
Ese mismo año, Tosh apareció en el video de los Stones, Waiting on a Friend.
Después del lanzamiento en 1983 de Mama Africa, Tosh se auto-exilió buscando asesoramiento espiritual de los "hombres medicina" tradicionales de África, mientras trataba de librarse de los acuerdos con las distribuidoras de sus discos en el sur de África.[cita requerida]
Tosh también intervino en la oposición internacional al apartheid de Sudáfrica, participando en varios conciertos en su contra y reflejando su postura en varias canciones como "Apartheid" (1977, regrabada 1987), "Equal Rights" (1977), "Fight On" (1979), y "Not Gonna Give It Up" (1983).
Tras volver a Jamaica tras su viaje a África, se puso a trabajar en un proyecto con Bunny Wailer, que consistía en intentar "resucitar" a los "Wailers" originales (ya sin Bob Marley, fallecido), pero que sin embargo no pudo llevarse a cabo debido a la muerte de Peter Tosh.
Por esa época había estado trabajando en un nuevo disco, No Nuclear War (1987), que había sido íntegramente realizado en EE. UU., y contaba con muy buen material. Sin embargo, Peter Tosh murió, y aunque la discográfica aseguró que no iba a aprovechar el filón de su muerte para sacar el nuevo disco al mercado, semanas después ya vio la luz.
El disco ganó ese mismo año un Grammy a la mejor producción de reggae de 1987.
En 1991 se estrenó Stepping Razor - Red X, una película-documental de Nicholas Campbell, producida por Wayne Jobson y basada en una serie de grabaciones del propio Tosh, que narraba la historia de la vida del artista, su música y su muerte prematura.

## Creencias
Antes que Bob Marley, junto con Bunny Wailer y a finales de 1960, Peter Tosh se hizo Rastafari.
Tras su repentino e inesperado fallecimiento, la familia del músico decidió enterrarlo por los ritos de la Iglesia Ortodoxa Etíope. Cabe añadir que tras la supuesta muerte de su majestad imperial Haile Selassie, la comunidad rastafari se dividió entre los que creyeron que Él había muerto (pasaron a formar parte de la Iglesia Ortodoxa Etíope) y los que no. Peter Tosh se encontraba en este último grupo y murió Rastafari, y en numerosas entrevistas dejó clara su postura, por lo que se puede deducir que de haber podido elegir, no hubiese aceptado su funeral por otros ritos que no fuesen los rastafaris.[cita requerida]
Aun así, aseguraba no creer en la muerte, y como solía decir en unos versos de su canción "Burial" ("Legalize It", 1976), con referencias a la Biblia: "Dejad que los muertos entierren a los muertos, y a quien quiere morir, morir. No tengo tiempo para perder en ti, soy un hombre vivo y tengo trabajo por hacer".
Tras la muerte de Bob Marley en 1981, muchos recriminaron que no fuese a verlo durante su larga enfermedad, y que no fuese a su funeral. Según palabras del propio Tosh, fue la familia de Marley quien le impidió, tanto a él como a Bunny Wailer, visitarlo en Alemania durante su tratamiento contra el cáncer. Y posteriormente no quiso ir al funeral alegando que quería ver a su amigo vivo, y no en un ataúd. Mucho se ha especulado con la mala relación entre Bob Marley y Peter Tosh, pero lo cierto es que Peter aseguró, tras la muerte de Bob y, al preguntársele si lamentaba su pérdida, lo siguiente: "No, no sentí pérdida alguna cuando murió mi mujer, así que cuando murió mi hermano, tampoco sentí nada. Están vivos". Y cuando se le preguntó si lo vería en el cielo, Tosh afirmó: "No iré al cielo, he estado allí muchas veces", pues creía que aquellos que actúan con razón y con justicia reciben el don de la vida eterna, cosa que explicó posteriormente.

## Guitarra M16
Durante la gira de promoción del disco "Mama Africa", en 1983, un fan de Peter Tosh, llamado Bruno Coon, acudió al hotel donde se alojaba el músico diciendo tener un regalo para él. El regalo resultó ser una guitarra en forma de rifle M16, completamente hecho por el fan. Tosh aceptó de su mano el regalo, y le ofreció una cantidad de dinero como agradecimiento, cosa que el fan rechazó y pidió en su lugar una foto y un autógrafo del cantante.
En un viaje posterior a Europa, la guitarra se perdió, pero se recuperó cuando el representante de Tosh colocó un artículo acerca de su pérdida en Der Spiegel. El día que la recuperó, Peter actuó con esa guitarra.
En 2006, los promotores del Festival de Cine de Flashpoint publicaron que la guitarra sería subastado en eBay por la última pareja de Tosh, Andrea "Marlene" Brown. Sin embargo los hijos de Tosh impidieron la venta, reclamando la propiedad de la guitarra.
En 2011, Andrew Tosh, hijo de Peter, dijo que la guitarra estaba bajo la custodia de un amigo cercano, a la espera de la apertura de un museo dedicado a Peter Tosh.

## Monociclismo y artes marciales
En algún momento después de su salida de "The Wailers", Tosh desarrolló un interés en los monociclos, se convirtió en un ciclista consumado, siendo capaz de montar hacia delante, hacia atrás y saltar. A menudo divertía a su público montando su monociclo por el escenario en sus espectáculos. Su maestro de monociclo era Kelly Carrigan, quien le enseñó durante años.
Además, a Peter Tosh le apasionaban las artes marciales, y es bien sabido que tanto él como Marley las practicaban. Sin embargo, ninguno de ellos contemplaba esas prácticas como un tipo de uso de la violencia, sino como un deporte.

## Muerte
Llegó a afirmar en una entrevista: "...tener amigos es muy peligroso, pues una vez se han ganado tu confianza, no sabes distinguir cuándo te ayudan o cuándo te pueden traicionar". Esto sería premonitorio, y así en 1987, cuando Tosh parecía dirigirse hacia un renacimiento de su carrera, el 11 de septiembre, justo después de que regresara a su hogar en Jamaica, un grupo de tres hombres armados se presentó su casa pidiéndole dinero. Aunque Tosh les respondió que no tenía nada con él, no le creyeron y se mantuvieron en su residencia durante varias horas en un intento de extorsionarlo. Pasado un tiempo, llegaron muchos de los amigos de músico para darle la bienvenida tras su regreso a Jamaica. Eso incrementó la frustración de los intrusos, sobre todo el líder de la banda, "Leppo" Lobban Dennis, de quien anteriormente Tosh se había hecho amigo y al que trató de ayudar a encontrar trabajo después de una larga condena en prisión. Al parecer, "Leppo" Lobban Dennis puso una pistola en la cabeza de Tosh y disparó dos veces, causándole la muerte. Los delincuentes comenzaron a disparar, hiriendo a varias personas y matando al disc jockey Jeff "Free Me" Dixon. "Leppo" se entregó a las autoridades. Fue condenado a muerte, pero su sentencia fue apelada en 1995 y permanece en prisión.
Muchas fueron las especulaciones sobre la muerte de Peter. De los asesinos de Tosh sólo se entregó Dennis ‘Leppo’ Lobban, a quien, paradójicamente, Tosh había ayudado a rehacer su vida tras su salida de la cárcel. De los otros dos nunca se supo nada, aunque se rumorea que fueron tiroteados en las calles como venganza.
En agosto de 2012 se anunció que Tosh sería galardonado con el cuarto título de mayor honor en Jamaica, "The Order of Merit", en octubre de ese mismo año.

## Discografía

### Con The Wailers
- The Wailing Wailers (1965)
- Soul Rebels (1970)
- Soul Revolution (1971)
- The Best of The Wailers (1971)
- African Herbsman (1973)
- Catch a Fire (1973)
- Burnin' (1973)
- Rasta Revolution (1974)

### Álbumes de estudio
- Legalize It (1976)
- Equal Rights (1977)
- Bush Doctor (1978)
- Mystic Man (1979)
- Wanted Dread And Alive (1981)
- Mama Africa (1983)
- No Nuclear War (1987)

### Álbumes en vivo
- Captured Live (1984)
- Live & Dangerous: Boston 1976 (2001)
- Live At The Jamaica World Music Festival 1982 (2002)
- Complete Captured Live (2004)

### Compilaciones
Las compilaciones listadas contienen material inédito fuera de Jamaica.
- Honorary Citizen (1997)
- Scrolls Of The Prophet: The Best of Peter Tosh (1999)
- I Am That I Am (2001)
- The Best Of Peter Tosh 1978-1987 (2003)
- Talking Revolution (2005)
- The Ultimate Peter Tosh Experience (2009)

### Apariciones
- Negril, (Eric Gale, 1975)
- Blackheart Man, (Bunny Wailer, 1976)
- Protest, (Bunny Wailer, 1977)
- Rastafari Plus Dub, (Ras Michael & Sons Of Negus)